# A Volta ao Mundo em 80 Dias com Willy Fog
A Volta ao Mundo em 80 Dias com Willy Fog (La Vuelta al Mundo de Willy Fog/Around the World with Willy Fog/Dobutsu Hachijunichikan Sekai Ischou) é uma série de animação baseada no livro de Jules Verne: A Volta ao Mundo em 80 Dias, e usa animais como personagens.
A história conta que o Sr. Sullivan desafia o cavalheiro do Clube da Reforma Londrina chamado Willy Fog a dar a volta ao mundo em só 80 dias. E ele aceita. Agora, Willy Fog conta com a ajuda de seus melhores amigos Rigadon, um artista circense e sua Mascota Tico; e sua princesa Romy, visitando Londres, Suez, Bombaim, Havaí, Tijuana, Hong Kong e Singapura de elefante, de barco, de trem ou de balão. Os 4 heróis também enfrentam obstáculos preparados pelos vilões do Sr. Sullivan.
Assim como Dartacão, o desenho foi produzido pela BRB Internacional S.A. (Espanha) e realizado pela Nippon Animation (Japão).
Willy Fog estreou sua 2a série em 1993, desta vez sem a participação da Nippon Animation (pois fora do Japão, assim como Dartacão os direitos de Willy Fog pertencem à BRB.), uma co-produção entre Espanha, Taiwan e Coréia. Nesta 2a série, Willy Fog, Rigadon e Romy vivem aventuras baseadas nas criações de Jules Verne.

## Ficha técnica
- Criação: Claudio Biern Boyd
- Direção: Luis Ballester, Fumio Kurokawa, Eiji Okabe, Hiromitsu Morita, Toru Hagiwara, Yukio Okazaki
- Roteiros: Claudio Biern Boyd, Manuel Peiró, Izumu Kobayashi, Ryuzo Nakanishi
- Dubladores: Banjou Ginga/Claudio Rodriguez (Willy Fog), Kei Tomiyama/Manuel Peiró (Rigadon), Miki Takahashi/Gloria Cámara (Romy)
- Música: Guido de Angelis, Maurizio de Angelis, Izumi Kobayashi, Shunsuki Kikuchi
- Tema de abertura: Izumu Kobayashi, Akira Ito
- Intérpretes: Mocedades, Amaya Uranga, Keiko Han
- Arranjos: Nobutaka Yasunishi
- Desenhos: Isamu Kumata, Isamu Noda
- Storyboards: Eiji Okabe, Fumio Kurokawa, Hiromitsu Morita, Katsumi Endo, Ko Suzuki, Shigeo Koshi, Shigeru Omachi, Toru Hagiwara
- Animação: Hisatoshi Motoki, Hirokazu Ishino, Kune Motoki, Takao Kanishi, Yukio Abe
- Produção: BRB Internacional S.A., Televisión Española (TVE)
- Realização: Nippon Animation, TV Asahi

## No Brasil
A série estreou no Brasil em 1987 pela Rede Bandeirantes. Foi baseada na versão espanhola.

## Em Portugal
A série estreou em Portugal em Outubro de 1984, dobrada em português com direcção do actor e encenador João Lourenço. Mais tarde, surgiu uma segunda dobragem portuguesa na RTP em 1998, passando também na TVI no início dos anos 2000. Embalada pela reposição dos programas de Dartacão, o Disney Channel também transmitiu a meio dos anos 2000 a série com a segunda dobragem portuguesa, marcada pelos horários tardios. Ambas as dobragens portuguesas foram baseadas na dobragem espanhola.  